# Bezirksliga Niederschlesien 1933/34
Die Bezirksliga Niederschlesien 1933/34 war die erste Spielzeit der Bezirksliga Niederschlesien. Sie diente, neben der Bezirksliga Mittelschlesien 1933/34 und der Bezirksliga Oberschlesien 1933/34 als eine von drei zweitklassigen Bezirksligen als Unterbau der Gauliga Schlesien. Der Meister der drei Bezirksklassen qualifizierten sich für eine Aufstiegsrunde, in der zwei Aufsteiger zur Gauliga ausgespielt wurden.
Die Bezirksliga Niederschlesien war in dieser Saison in zwei Gruppen eingeteilt, deren Sieger in zwei Finalspielen den Bezirksmeister ausspielten. Am Ende sicherte sich der TuSV Weißwasser die Bezirksmeisterschaft. Da Weißwasser jedoch in den Gau Berlin-Brandenburg wechseln musste, durfte der unterlegene Finalist SC Schlesien Haynau an der Aufstiegsrunde zur Gauliga Schlesien 1934/35 teilnehmen. Bei dieser konnte sich Haynau zusammen mit der SpVgg Deichsel Hindenburg durchsetzten und stieg zur kommenden Saison in die Gauliga auf.

## Teilnehmer

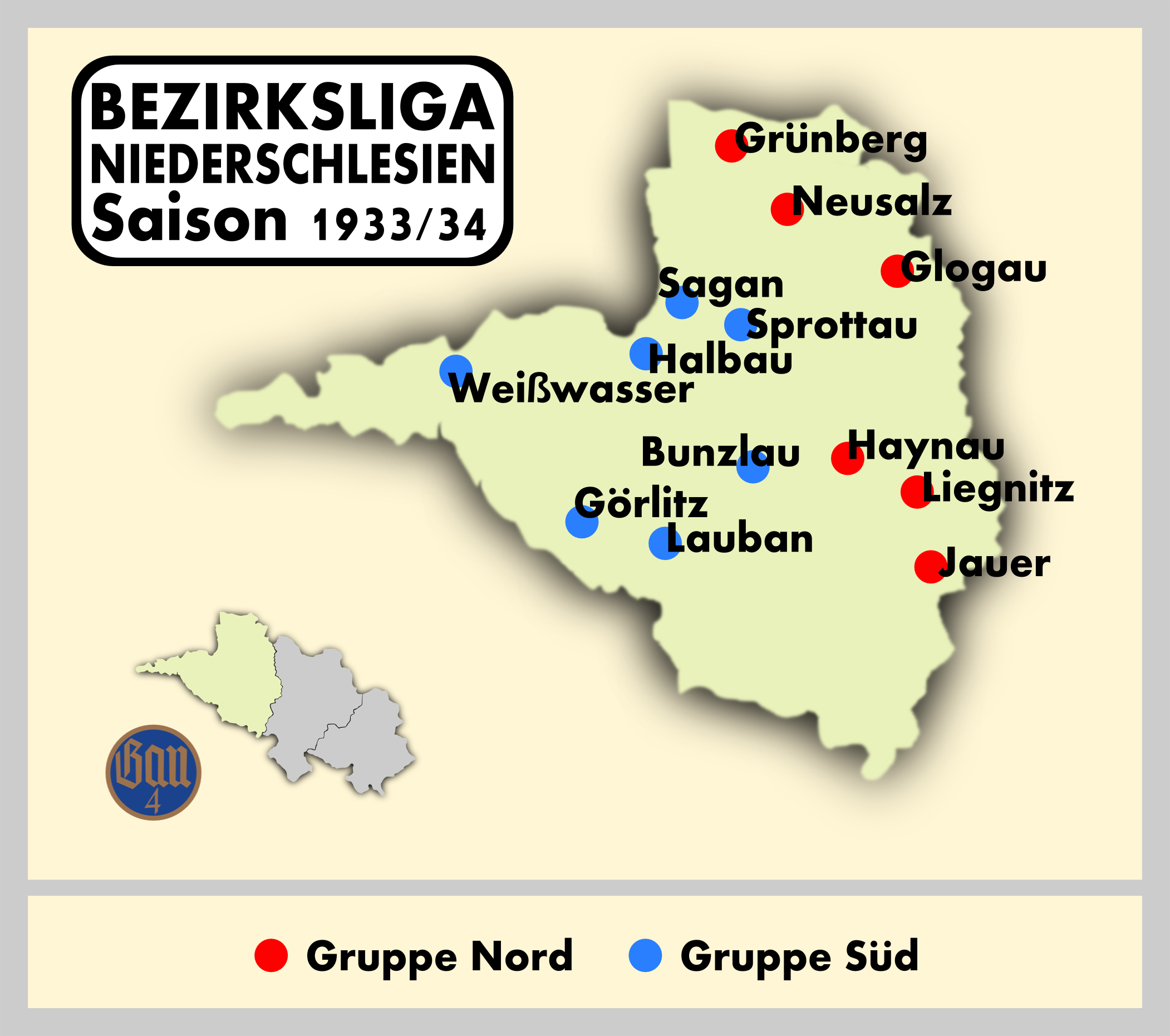
Spielorte der Bezirksliga Niederschlesien 1933/34.

Für die erste Austragung der Bezirksliga Niederschlesien qualifizierten sich folgende Mannschaften:

### Gruppe Nord
- die acht besten Teams aus der Bezirksklasse Niederschlesien 1932/33:
  - SC Jauer
  - SC Schlesien Haynau
  - VfB Liegnitz
  - FC Blitz 03 Liegnitz
  - Vereinigte Grünberger Sportfreunde
  - DSC Neusalz
  - SC Preußen 1911 Glogau
  - SpVgg 1896 Liegnitz

### Gruppe Süd
- 5 Vereine aus der Bezirksklasse Oberlausitz 1932/33:
  - Gelb-Weiß Görlitz
  - SC Halbau
  - SpVgg Bunzlau
  - Laubaner SV
  - Saganer SV

- 1 Aufsteiger aus der Kreisklasse Görlitz der Oberlausitz 1932/33:
  - Germania Görlitz

- 1 Aufsteiger aus der Kreisklasse Sagan der Oberlausitz 1932/33:
  - MSV Sprottau

- 1 Aufsteiger aus der Kreisklasse Cottbus der Niederlausitz 1932/33:
  - TuSV Weißwasser (Fusion der Weißwasserer Verein, u. a. VfB Weißwasser und SV Grün-Weiß Weißwasser)

## Gruppe Nord

### Abschlusstabelle
| Pl. | Verein                             | Sp. | S  | U | N | Tore    | Quote | Punkte |
| --- | ---------------------------------- | --- | -- | - | - | ------- | ----- | ------ |
| 1.  | SC Schlesien Haynau                | 14  | 10 | 2 | 2 | 054:240 | 2,25  | 22:60  |
| 2.  | SpVgg 1896 Liegnitz                | 14  | 7  | 3 | 4 | 029:230 | 1,26  | 17:11  |
| 3.  | FC Blitz 03 Liegnitz               | 14  | 7  | 2 | 5 | 029:310 | 0,94  | 16:12  |
| 4.  | VfB Liegnitz                       | 14  | 4  | 6 | 4 | 034:240 | 1,42  | 14:14  |
| 5.  | Vereinigte Grünberger Sportfreunde | 14  | 5  | 3 | 6 | 032:350 | 0,91  | 13:15  |
| 6.  | SC Jauer                           | 14  | 4  | 4 | 6 | 027:340 | 0,79  | 12:16  |
| 7.  | SC Preußen 1911 Glogau             | 14  | 4  | 1 | 9 | 031:470 | 0,66  | 09:19  |
| 8.  | DSC Neusalz                        | 14  | 3  | 3 | 8 | 024:420 | 0,57  | 09:19  |

### Aufstiegsrunde
In der Aufstiegsrunde spielten die einzelnen Gewinner der 1. Kreisklassen um den Aufstiegsplatz zur Bezirksliga Niederschlesien Gruppe Nord 1934/35.
Halbfinale
| Datum                                                    |            | Ergebnis |                        | Ort |
| -------------------------------------------------------- | ---------- | -------- | ---------------------- | --- |
| 27. Mai 1934                                             | MSV Glogau | 10:2     | VfB Freystadt \|Glogau |     |
| Vereinigte Kotzenauer Sportfreunde erhielte ein Freilos. |            |          |                        |     |

Finale
| Datum         |            | Ergebnis |                                             | Ort |
| ------------- | ---------- | -------- | ------------------------------------------- | --- |
| 24. Juni 1934 | MSV Glogau | 3:0      | Vereinigte Kotzenauer Sportfreunde \|Glogau |     |

## Gruppe Süd

### Abschlusstabelle
| Pl. | Verein            | Sp. | S  | U | N  | Tore    | Quote | Punkte |
| --- | ----------------- | --- | -- | - | -- | ------- | ----- | ------ |
| 1.  | TuSV Weißwasser   | 14  | 12 | 1 | 1  | 047:180 | 2,61  | 25:30  |
| 2.  | SpVgg Bunzlau     | 14  | 11 | 1 | 2  | 059:270 | 2,19  | 23:50  |
| 3.  | Gelb-Weiß Görlitz | 14  | 8  | 0 | 6  | 058:330 | 1,76  | 16:12  |
| 4.  | MSV Sprottau A    | 14  | 6  | 2 | 6  | 043:440 | 0,98  | 14:14  |
| 5.  | SC Halbau         | 14  | 4  | 3 | 7  | 023:360 | 0,64  | 11:17  |
| 6.  | Saganer SV        | 14  | 5  | 1 | 8  | 022:350 | 0,63  | 11:17  |
| 7.  | Germania Görlitz  | 14  | 3  | 2 | 9  | 022:500 | 0,44  | 08:20  |
| 8.  | Laubaner SV       | 14  | 1  | 2 | 11 | 026:570 | 0,46  | 04:24  |

### Aufstiegsrunde
In der Aufstiegsrunde spielten die einzelnen Gewinner der 1. Kreisklassen um den Aufstiegsplatz zur Bezirksliga Niederschlesien Gruppe Süd 1934/35.
 Vorrunde
| Datum                                  |                       | Ergebnis |                     | Ort        |
| -------------------------------------- | --------------------- | -------- | ------------------- | ---------- |
| 27. Mai 1934                           | STC Hirschberg        | 4:1      | FC Preußen Goldberg | Hirschberg |
| 27. Mai 1934                           | MSV Cherusker Görlitz | 3:1      | DJK Wittichenau     | Görlitz    |
| SV Mallmitz 1921 erhielte ein Freilos. |                       |          |                     |            |

Halbfinale
| Datum                                |                  | Ergebnis |                       | Ort      |
| ------------------------------------ | ---------------- | -------- | --------------------- | -------- |
| 10. Juni 1934                        | SV Mallmitz 1921 | 1:3      | MSV Cherusker Görlitz | Mallmitz |
| STC Hirschberg erhielte ein Freilos. |                  |          |                       |          |

Finale
Durch den Rückzug des MSV Sprottau aus der Bezirksliga war kein Wiederholungsspiel nötig. Beide Vereine stiegen in die Bezirksliga auf.
| Datum         |                       | Ergebnis  |                | Ort     |
| ------------- | --------------------- | --------- | -------------- | ------- |
| 24. Juni 1934 | MSV Cherusker Görlitz | 1:1 n. V. | STC Hirschberg | Görlitz |

## Finale Meisterschaft Bezirksliga
Im Finale um die Meisterschaft in der Bezirksliga trafen der Sieger der Gruppe Nord, SC Schlesien Haynau, und der Sieger der Gruppe Süd, TuSV Weißwasser, aufeinander. Das Hinspiel fand am 15. April 1934 in Weißwasser, das Rückspiel am 22. April 1934 in Haynau statt. Weißwasser konnte sich durchsetzten, das Fachamt Fußball versetzte den Verein jedoch zur kommenden Saison in den Gau Berlin-Brandenburg, so dass Haynau als niederschlesischer Vertreter an der Aufstiegsrunde zur Gauliga Schlesien 1934/35 teilnehmen durfte.
|                 | Gesamt |                     | Hinspiel | Rückspiel |
| --------------- | ------ | ------------------- | -------- | --------- |
| TuSV Weißwasser | 5:2    | SC Schlesien Haynau | 3:0      | 2:2       |